# 海南梧桐
海南梧桐（学名：Firmiana hainanensis）是梧桐科梧桐属的植物，为中国的特有植物。分布于中国大陆的海南等地，常生于沙质土上，目前尚未由人工引种栽培。
其种加词“hainanensis”意为“海南的”。